# Karla Schulze
Karla Schulze (* 30. Januar 1960 in Gommern, Kreis Burg) ist eine deutsche Politikerin (Bündnis 90/Die Grünen). Sie war von 1990 bis 1994 Mitglied im Landtag Sachsen-Anhalt.

## Ausbildung und Leben
Karla Schulze besuchte 1966 bis 1976 die POS in Königsborn, 1976 bis 1978 Betriebsberufsschule des Raw Halle in Halle, anschließend ABF in Halle. Sie arbeitete als Facharbeiterin für Eisenbahnbau. 1979 bis 1984 absolvierte sie ein Hochschulstudium am Eisenbahninstitut in Leningrad, welches sie als Diplomingenieurin abschloss. 1984 bis 1990 war sie Mitarbeiterin für Produktionsvorbereitung im Gleisbaubetrieb Magdeburg.
Karla Schulze ist verheiratet und hat zwei Kinder.

## Politik
Karla Schulze war nach der Wende seit Dezember 1989 in der Fraueninitiative Magdeburg tätig. Sie nahm am Gründungskongress des UFV im Februar 1990 in Berlin teil und wirkte am Aufbau der Arbeitsgruppe " Frau und Beruf" der Fraueninitiative Magdeburg e. v. mit, Teilnahme an offizieller Gründungsveranstaltung im März 1990, Wahl in den Koordinierungsrat. Mitarbeit im Frauenausschuss des Stadtparlaments Magdeburg bis zu den Kommunalwahlen. Sie wurde bei der ersten Landtagswahl in Sachsen-Anhalt 1990 über die Landesliste Grüne Liste / Neues Forum (GL/NF) in den Landtag gewählt.